# 29 p.n.e.
| [ Edytuj tabelę ] |                                                                      |
| Król Armenii      | - 30 p.n.e. Artakses II 20 p.n.e.                                    |
| Król Bosporu      | - 47 p.n.e. Asander 17 p.n.e.                                        |
| Cesarz Chin       | - 33 p.n.e. Han Chengdi 7 p.n.e.                                     |
| Król Judei        | - 37 p.n.e. Herod Wielki 4 p.n.e.                                    |
| Król Kapadocji    | - 36 p.n.e. Archelaos 17                                             |
| Król Kommageny    | - 36 p.n.e. Mitrydates II 20 p.n.e. - 30 p.n.e. Antioch II 29 p.n.e. |
| Władca Korei      | - 37 p.n.e. Tongmyŏng 19 p.n.e.                                      |
| Król Nabatei      | - 30 p.n.e. Obodas III 9 p.n.e.                                      |
| Król Numidii      | - 30 p.n.e. Juba II 25 p.n.e.                                        |
| Król Paflagonii   | - 36 p.n.e. Dejotar Filadelf 6 p.n.e.                                |
| Król Partów       | - 37 p.n.e. Fraates IV 3 p.n.e.                                      |
| Król Tracji       | - 31 p.n.e. Kotys VII 18 p.n.e.                                      |

Rok 29 p.n.e.
stulecia: II wiek p.n.e. ~
I wiek p.n.e. ~
I wiek

lata: 39 p.n.e. «
33 p.n.e. «
32 p.n.e. «
31 p.n.e. «
30 p.n.e. «
29 p.n.e. »
28 p.n.e. »
27 p.n.e. »
26 p.n.e. »
25 p.n.e. »
19 p.n.e.

## Wydarzenia
- 12 stycznia – nastał Pokój Rzymski - Pax Romana.
- 18 sierpnia – poświęcono Świątynię Cezara w Rzymie.

- Wyspa Capri znalazła się w granicach Cesarstwa Rzymskiego.
- Wergiliusz opublikował Georgiki.
- Początek działalności poetyckiej Propercjusza.
- Lucjusz Wariusz Rufus napisał tragedię Thyestes (data przybliżona).
- Tytus Liwiusz rozpoczął publikację dzieła Od założenia Miasta (łac. Ab Urbe condita libri CXLII).
- Strabon odwiedził Gyaros, Cyklady, Kretę i Korynt.
- Oktawian August zbudował Mauzoleum Augusta w Rzymie.

## Zmarli
- Aleksandra, córka Jana Hirkana II, żona Aleksandra, syna Arystobula II i matka Arystobula III, arcykapłana